# Akut myokardieinfarkt
Akut myokardieinfarkt (AMI; latin: infarctus myocardii acuta) er den medicinske betegnelse for en blodprop i hjertet, i daglig tale kaldet et hjerteanfald. Der er tale om, at dele af hjertemusklen (myokardiet) er ved at dø (infarkt) på grund af manglende blodtilførsel (iskæmi)

## Årsag
AMI opstår, når blodtilførslen til hjertet gennem kranspulsårerne blokeres, hvorved hjertets muskelceller ikke får tilført ilt og derfor begynder at forgå. AMI kan have to årsager: 
- Åreforkalkning kan over længere tid forsnævre kranspulsåren, indtil denne en dag blokeres; dette sker typisk ved, at den plaque af kalk, fedt og kolesterol, der forsnævrer åren, brister, hvorved der bliver dannet en prop i åren. Det er ikke ualmindeligt, at denne obstruktion af blodåren forværres af, at åren reagerer på den bristede plaque ved at trække sig sammen, så blodgennemstrømningen yderligere formindskes.
- En blodprop, der er dannet et andet sted i kroppen, kan rejse med blodbanen og sætte sig fast i kranspulsåren, så gennemstrømningen hindres.

Hvis gennemstrømningen genoprettes inden for få minutter f.eks. ved at blodproppen opløses eller river sig løs, kan de skader, hjertemuskulaturen får som følge af den manglende ilttilførsel, genophele med få eller ingen mén. Hvis gennemstrømningen er forhindret gennem længere tid, især fra en time, er det meget sandsynligt, at så stor en del af hjertevævet er gået tabt på grund af iltmangel at der vil være varige skader på hjertet. 

## Symptomer
Ca. halvdelen af de patienter, der indlægges med AMI, har ingen forudgående hjerte- eller kredsløbssygdomme. Ca. en tredjedel af patienterne har type 2 diabetes som grundlæggende årsag, mens en trediedel har forstadier dertil. Resten har typisk enten forhøjet blodtryk eller angina pectoris (hjertekramper). 
Der er flere faktorer, der kan udløse AMI: primært fysisk aktivitet, følelsesmæssig belastning eller kirurgiske indgreb; ofte indtræder et AMI dog uprovokeret. Symptomerne indfinder sig pludseligt og voldsomt, uden forudgående varsel, omend enkelte kan have haft tiltagende træthed og/eller trykken for brystet i nogle dage op til AMI'et. 
Det første og væsentligste symptom er intense, oftest uudholdelige smerter i brystet; de beskrives oftest som trykkende eller "som et bånd om brystet". Disse smerter varer typisk længe, mere end 20 minutter, og lindres ikke ved hvile. Samtidig med brystsmerterne oplever mange, at smerten "stråler" ud mod den ene arm, typisk den venstre, eller mod kæbe, hals, ryg eller mave. Det er ikke ualmindeligt at man bliver klamtsvedende og får åndenød. Nogle oplever kvalme og kan kaste op. Andre falder sammen. Voldsom angst er meget almindeligt. 
Mindre almindelige symptomer kan være vand i lungerne, besvimelse uden forudgående smerter eller andre af ovenstående symptomer, hjertestop, shok eller blot en voldsom sygdomsfølelse. Hos især ældre kan det også være psykisk uro eller konfusion, der indtræder først.
For 15-20% af patienter ses symptomfrit eller symptomfattigt AMI; det er især kvinder og sukkersygepatienter, der oplever dette. AMI'et kan således være uopdaget i årevis og påvises ofte først ved senere EKG eller under obduktion. 
Disse mangfoldige symptomer gør, at flere sygdomme kan forveksles med AMI: 
- Angina pectoris (hjertekrampe). Har et tilsvarende smertebillede, men denne smerte kan afhjælpes med nitroglycerin, der ingen effekt har på et AMI.
- Akut perikardit (infektion i vævet omkring hjertet) kan give flere lignende symptomer. Et EKG vil vise forskellen.
- Lungeemboli (blodprop i lungen) kan også give voldsomme smerter i brystet, men giver et helt andet resultat på blodprøverne, herunder en forhøjet D-dimer, der ikke vil ses ved et AMI.

### Den akutte fase
De fleste oplever smerte og angst. Blodtrykket kan være lavt (90-100 mmHg systolisk), og pulsen er oftest påskyndet (100-120/min), selv den også ses normal eller langsom. Åndedrættet øges gerne. Patienten kan være bleg og med kolde, fugtige arme og ben. Efter den akutte fase er de fleste blot trætte, men der er altid risiko for, at der støder en komplikation til.

## Undersøgelser
Den første og hurtigste undersøgelse ved mistanke om AMI er et elektrokardiogram (EKG); det giver mulighed for at få et billede af hjertets funktion, og således vil specifikke EKG-forandringer (primært STEMI (ST-Eleveret Myokardie Infarkt) eller non-STEMI, men også grenblok, højre ventrikelinfarkt eller EKG-stumt infarkt) kunne konstateres. Desuden tages blodprøver, hvor man undersøger for specifikke enzymer, der kan indikere AMI: Creatinin-Kinase (CK-MB) og Troponin I og T; de sidstnævnte er de mest følsomme og specifikke markører for AMI. Herudover kan ses forhøjede værdier for hvide blodlegemer (leukocytose), forhøjet sænkningsreaktion og forhøjet C-reaktivt protein (CRP). 
For at udelukke andre mulige diagnoser (differentialdiagnosticere) tages flere andre undersøgelser: Røntgen af brystkassen (thorax) kan påvise en evt. lungestase, ekkokardiografi kan påvise nedsat hjerteaktivitet – akinesi eller hypokinesi – omend disse også kan stamme fra tidligere infarkter eller iskæmi. Ekkokardiografi kan også påvise blødninger i hjertesækken (hjertetamponade), det kan hjælpe til at påvise lungeemboli, hvor der vil ses dilateret højre ventrikel, eller betydelig nedsættelse af venstre ventrikels pumpefunktion som følge af et større AMI.

## Behandling
AMI kræver indlæggelse på sygehus så hurtigt som muligt. Der indledes medicinsk og evt. kirurgisk behandling. 

### Akut behandling
Den akutte behandling består af ilt, blodfortyndende (acetylsalicylsyre), smertelindrende (morfika) og antianginøse lægemidler (nitroglycerin og evt. betablokker), samt clopidogrel, heparin.
Er der tale om STEMI udføres enten en ballonudvidelse (PCI) eller fibrinolyse (medicinsk opløsning af blodproppen).
Er der tale om non-STEMI udføres en aggressiv blodfortyndende behandling med clopidogrel, heparin og evt. en glykoproteinhæmmer. Der udføres også normalt en koronararteriografi, hvor man kan se blodgennemstrømningen i kranspulsårerne, og derefter kan beslutning tages om der skal foretages en ballonudvidelse eller evt. en by-pass.

### Opfølgende behandling
Der behandles med blodfortyndende (acetylsalicylsyre og evt. clopidogrel), betablokker, ACE-hæmmer og kolesterolsænkende middel (statin). Har patienten hjerteinsufficiens gives der derudover vanddrivende (eplerenon eller spironolacton) og hvis patienten har atrieflimren, mural trombe eller mekanisk hjerteklap gives koagulationshæmmende middel (warfarin).

## Prognose
Ca. 15.000 danskere rammes årligt af AMI. Heraf dør 3.000 i de første minutter til timer efter anfaldet. Af de patienter, der indlægges på hospital, dør ca. 20% i løbet af indlæggelsen. Af udskrevne patienter dør 5-10% inden for det første år efter udskrivelsen. 35% af alle dødsfald indtræder inden for den første time. 
I Danmark var 7.500 mænd og 4.500 kvinder indlagt i 1998 med AMI. Risikoen for et AMI stiger med alderen – således var ca. 70 af de førnævnte tilfælde i gruppen af 20-30-årige. 
Motion har vist sig at kunne reducere dødeligheden hos patienter, der tidligere har haft AMI. I to studier  spurgte man patienter, der havde været indlagt med AMI om deres motionsvaner og fulgte dem derefter i fire år. Patienter, som oplyste at de dyrkede regelmæssig motion (>3 timer pr. uge) havde mere end halv så stor risiko for at dø (Kolovou et al  Odds ratio 0.34; CI 95% 0.18-0.65/ Blumenthal et al  OR 0.44; CI 95% 0.32-0.61).

## Komplikationer
Efter et AMI kan patienten udvikle:
- Uregelmæssig hjerterytme (arytmi)
- Nedsat funktion af hjertet (insufficiens)
- Hjerteruptur
- Arteriel emboli
- Mitralinsufficiens
- Ventrikelseptumdefekt

Tillige er det ikke ualmindeligt at man udvikler angina pectoris eller pericarditis, ligesom sandsynligheden for at tildrage sig et nyt AMI stiger.